# Karangpule (Sruweng)
Karangpule is een bestuurslaag in het regentschap Kebumen van de provincie Midden-Java, Indonesië. Karangpule telt 2425 inwoners (volkstelling 2010).